# Andréas Syngrós
Andréas Syngrós (en grec moderne : Ανδρέας Συγγρός) (né le 12 octobre 1830 à Constantinople et décédé le 13 février 1899 à Athènes) était un banquier et un philanthrope grec.

## Biographie
Ses parents étaient originaires de Chios. Il épousa Iphigenia Mavrokordato. Ils n'eurent pas d'enfants.
Il fonda avec Stéphanos Skouloúdis la Banque de Constantinople. Il s'installa à Athènes en 1871 où il fonde la banque générale de crédit (en grec moderne : Γενική Πιστωτική Τράπεζα puis en 1881 la banque Epirothessalías (el) (en grec moderne : Τράπεζα Ηπειροθεσσαλίας.
Il participa au rachat des mines du Laurion en 1873.
Il acheta des terres à la veuve de Dimitrios Rallis et embaucha l'architecte Nikolaos Soutsos qui lui construisit un palais à partir de plans de l'Allemand Ernst Ziller en face du Palais royal (actuel Parlement). Le bâtiment est aujourd'hui le ministère grec des affaires étrangères.
Il dépensa sa fortune dans diverses constructions, comme celle de l'avenue reliant Athènes à Phalère et qui porte maintenant son nom. Il finança l'achèvement du canal de Corinthe.